# Hydrellia affinis
Hydrellia affinis är en tvåvingeart som beskrevs av Johann Wilhelm Meigen 1838. Hydrellia affinis ingår i släktet Hydrellia och familjen vattenflugor. Inga underarter finns listade i Catalogue of Life.